# Grès porcellanato

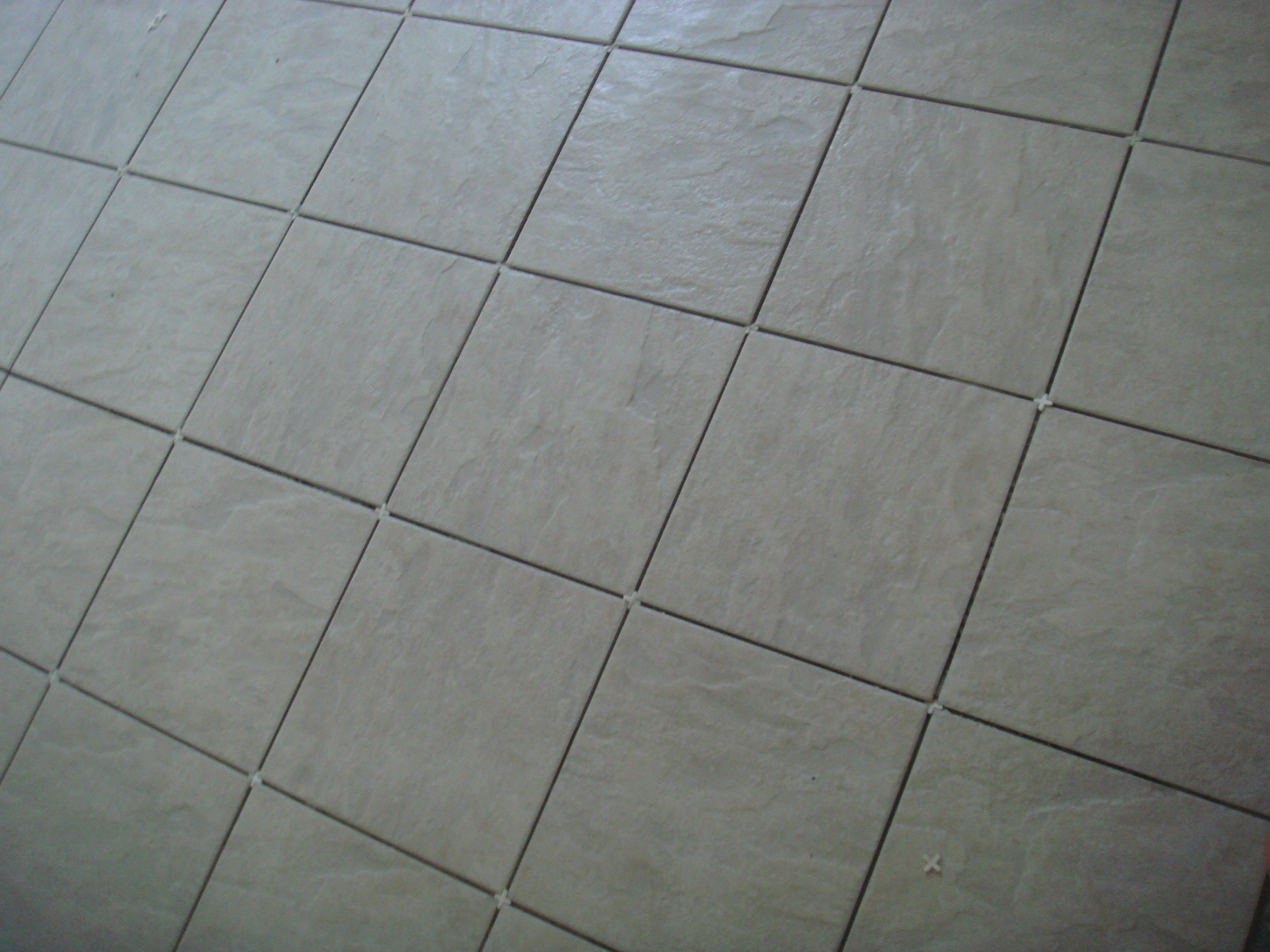
Piastrelle in grès porcellanato

Il grès porcellanato è un tipo di materiale edile ottenuto tramite il processo di sinterizzazione di  materie prime come argille ceramiche, feldspati, caolino e sabbia, che vengono prima macinate (trasformate in barbottina), poi finemente atomizzate fino a raggiungere una polvere a granulometria omogenea adatta alla pressatura.

## Tipologie

### Grès porcellanato naturale
Il grès naturale, anche conosciuto come grès tecnico, ha un effetto marmorizzato del tutto simile al marmo naturale e mantiene le caratteristiche tecniche del grès porcellanato.
La cottura avviene ad una temperatura tra i 1150 e i 1250 ºC in forni lunghi sino a 140 m dove la materia prima è portata gradualmente alla temperatura massima, lì mantenuta per circa 25-30 minuti, e sempre gradualmente viene raffreddata sino a temperatura ambiente. Il processo di cottura determina la ceramizzazione/greificazione dell'impasto, attribuendone le tipiche caratteristiche di resistenza alle abrasioni, impermeabilità e longevità.
Durante la cottura avvengono però varie deformazioni sulla materia precedentemente pressata. Il restringimento dimensionale post cottura si aggira intorno a un 7%, per cui i prodotti di maggiori dimensioni (60x60 cm, 120x120cm) vengono solitamente rettificati tramite mole ad umido, successivamente alla cottura. Al termine della fase di cottura le piastrelle vengono suddivise per classi omogenee di calibro e tono. Il materiale non pienamente conforme ai parametri dettati dalle norme UNI viene declassato (2ª, 3ª scelta, stock, ecc.).
Con le tecnologie produttive si possono ottenere piastrelle con formati variabili da 5x5 a 150x300 cm, con spessori da 3 a 20 mm, che possono essere smaltate e non smaltate. L'impasto di porcellanato, nella norma di colore beige chiaro, può anche venire colorato nella fase di atomizzazione per cui il prodotto finito viene chiamato colorato in massa, prodotto di caratteristiche eccellenti sia per uso domestico, sia per uso pubblico.
Tecnicamente le norme UNI definiscono porcellanato la ceramica che possiede un coefficiente di assorbimento all'acqua minore dello 0,5% (UNI EN 176 ISO BI).

### Grès porcellanato smaltato
Il grès smaltato si differenzia dal grès naturale per la varietà di colori, stili, formati, decori e "texture" che possiamo riscontrare solo nella ceramica smaltata.

### Aspetto tecnico
A superficie smaltata sono quelli nei quali si riescono a distinguere, in sezione, il supporto, (che determina le caratteristiche di resistenza meccanica della piastrella) e lo smalto (che ne determina l'aspetto estetico e le caratteristiche di usura).
Nel grès porcellanato naturale superficie e massa sono identiche: la piastrella in grès presenta una continuità di composizione tra superficie e supporto e l'usura riporta alla superficie uno strato identico al precedente, senza alterare le caratteristiche estetiche e funzionali del pavimento. La superficie vetrificata, parte integrante della struttura della piastrella, fa del grès un materiale dotato di un'estetica elegante e durevole nel tempo.

#### Aspetto commerciale
La dicitura grès porcellanato smaltato è sinonimo di:
- Resistenza agli agenti atmosferici che possono mettere a dura prova piastrelle di altro genere;
- Resistenza al fuoco in caso di incendio e non rilascio di sostanze tossiche nell'aria;
- Resistenza a rottura per sbalzi termici dato un assorbimento d'acqua inferiore al 0,5%;
- Superfici resistenti ai graffi ed agli urti;
- Possibilità di lucidare finemente le superfici smaltate (prodotto lappato) e di "rettificare" gli spigoli in modo da poter procedere ad una posa con fughe minime di 1-2mm.
- Le caratteristiche anti-sdrucciolo (scivolosità più o meno marcata) sono determinate da scelte commerciali e non da caratteristiche intrinseche del prodotto: si possono trovare prodotti con alto rischio di scivolare, ma con caratteristiche estetiche elevate (ad esempio superfici levigate che replicano lastre minerali) e si possono trovare prodotti con superfici che offrono un forte attrito, e che quindi sono anti-sdrucciolo, che alle volte sacrificano l'aspetto estetico e la pulibilità del prodotto.

Il grès porcellanato smaltato risulta facile da pulire e particolarmente resistente allo sporco e alle macchie grazie alla smaltatura che impedisce al pigmento della macchia di entrare nei pori della piastrella.
Lo smalto ha così una funzione di copertura dei pori naturali della ceramica in grès porcellanato oltre che una funzione estetica, caratteristiche determinanti che rendono il grès smaltato un rivestimento da pavimenti molto apprezzato.
Mentre il grès naturale ha un aspetto marmorizzato, il grès porcellanato smaltato viene offerto in un'ampia varietà di colori.
Per quanto riguarda la gamma cromatica con le relative tonalità, il grès porcellanato smaltato, come tutte le piastrelle smaltate, non conosce limiti, mentre il grès porcellanato non smaltato presenta una scelta di colori molto più limitata, dal momento che il colore è lo stesso per l'intera massa della piastrella.
Altra caratteristica delle mattonelle in grès porcellanato smaltato è la facilità con cui possono essere decorate.